# Ambro Miletić
Fra Ambro Miletić, (Dobro Selo, 18. srpnja 1857. – Nevesinje, 27. srpnja 1923.), hrvatski katolički svećenik iz Bosne i Hercegovine, provincijal franjevačke redodržave hercegovačke, hrvatski književnik, preporoditelj, prosvjetitelj i prevoditelj, zborovođa crkvenog zbora.

## Životopis
Rođen je u Hercegovini. Pripadao starijem naraštaju hrvatskih javnih radnika u Hercegovini. Kao i fra Didak Buntić, cijeli svoj život radio je na prosvjetnom napretku svoga naroda. Polazio je Miletić franjevačku gimnaziju, a nakon svršene gimnazije bogosloviju, gdje se zaredio za svećenika. Njegova odgoja pada u doba biskupovanja fra Paškala Buconjića, te je postao poslije i biskupov tajnik, desna ruka i pomagač u kulturnom radu. Tih godina je bilo počelo gušenje hrvatske svijesti i hrvatskoga imena a Herceg-Bosni. Fra Ambro Miletić s mostarskim hrvatskim građanima oštro oponira pritisku službene strane. To su bila vremena kad je Austrija zabranjivala hrvatske trobojnice, tražila i kod djevojaka sakrivene hrvatske trobojnice i kad su mostarski Hrvati ležali po zatvorima radi njih i hrvatskih pjesama. Kao član franjevačke redodržave hercegovačke bio je dugo godina tajnik biskupu Buconjiću. Poslije je bio župnikom u različitim župama.
Od nadležnih osmanskih je vlasti isposlovao skupa s fra Anđelom Nuićem i fra Božom Ostojićem i još nekima 1873. godine osnivanje hrvatskog pjevačkog društva u Mostaru za hrvatsku mladež. Ta trojica su se istaknuli u radu na osnivanju i organizaciji društva. Glazbeno društvo nosilo je naziv Kosača. Osmanske vlasti nisu odobrile zamolbu, no društvo je djelovalo ilegalno. Poslije je djelovalo pod okriljem Crkve i promijenilo ime u Crkveni zbor. Uvježbavali su crkvene pjesme, ali i one rodoljubne i narodne. Prvi predsjednik Društva bio je biskupov tajnik fra Augustin Zubac. a fra Ambro bio je prvi zborovođa društvenoga muškog zbora. Odman nakon što je društvo osnovano, osnivači su razmišljali i o osnutku društvene glazbe, radi čega su izdali građanstvu proglas.
Predratnih i ratnih godina bio je župnik u Nevesinju, od 1909. do 1918. godine. Za njegova župnikovanja u Nevesinju otvorena je 1911. Hrvatska čitaonica.
Poslije župnikovanja po raznim župama (Klobuk i dr.), bio je nadžupnikom u Mostaru. Vršio je različne dužnosti u upravi redodržave, te je bio i provincijalom. Osobito je radio na gospodarskom podizanju i prosvjetljivanju hrvatskoga naroda u Hercegovini. Radio na osnivanju što više hrvatskih seljačkih zadruga, radi privikavanja hercegovačkih seljaka na štednju, a ujedno mu zadruga u nuždi na pomoći bile. U Mostaru i okolici osnovao je Vinarsku udrugu, koja je lijepo napredovala i mnoge seljake izvukla iz ruku lihvara. Miletić je spadao među one koji su nakon osnutka gimnazije u Mostaru nastojali uza svaku srednju školu osnovati hrvatski konvikt, koji bi se izdržavao prinosima u naravi. Tako je došlo u Mostaru do osnutka »Hrvatskog đačkog potpornog društva«, a to društvo potaklo je i Hrvate u Sarajevu, da i oni osnuju što sličnu, pa je tako nastao HKD Napredak, poslije kojeg su nastali Prosvjeta i Gajret. Fra Ambro je bio višegodišnji nadstojnik ženskoga sirotišta u Mostaru, čiji je osnivač bio biskup Buconjić. Stekao je mnogo zasluga za sirotinju i budno pazio, da se u tom zavodu održi i razvija hrvatska svijest i ponos.
Bavio se i književnim radom. S fra Radoslavom Glavašem zasnovao je poučni i zabavni list »Kršćanska obitelj«, gdje je pisao popularne zabavne i poučne članke.
Pisao je pripovijesti za mostarski Osvit. Osim književnih i edukativnih tekstova, izdao je više molitvenika za žensku i mušku mladež. Zadnje godine za Hrvatsku Slogu preveo je roman "Iz dnevnika jednog obješenjaka". Objavio priloge u Hercegovačkom bosiljku, mostarskom nezavisnom listu fra Franje Milićevića, osnovanog 1883. godine. Preveo djelo Pavla Puccija s talijanskog na hrvatski. 
Čudotvorna moć svete izpoviedi : darak namienjen katoličkoj mladeži koja prvi put stupa na svetu pričest  (Zagreb : Nakl. Tiskare A. Scholz, 1899. (izvorno: Le meraviglie della confessione, esposte per via di esempi).
Pri otvorenju bosanskog sabora godine 1910. bio je kao provincijal njegov virilni član. Fra Ambro Miletić bio je gorljiv Hrvat. Politički je bio starčevićanac, kao i starija generacija franjevaca. Po prvom raskolu u Stranci prava pribrajao se domovinašima. Gorljivi Hrvat kojem nije smetalo biti zagovornik sloge Hrvata i Srba, po čemu je u Mostaru dugo godina ostao u živoj uspomeni njegov javni istup u tom pravcu.
Umro je 1923. godine.

## Vanjske poveznice
Mrežna mjesta
- O. fra Ambro Miletić, nekrolog na www.franjevci.info